# Roland Németh
Roland Németh, född 19 september 1974 i Szombathely, är en ungersk före detta friidrottare som tävlade i kortdistanslöpning.
Némeths främsta merit är att han blev bronsmedaljör på 100 meter vid EM i München på tiden 10,27. Han var även i kvartsfinal vid VM 1999 och 2003 samt vid Olympiska sommarspelen 2004.

## Personliga rekord
- 100 meter - 10,08